# Emmerlev Kirke
Emmerlev Kirke ligger mellem landsbyerne Emmerlev og Sønder Sejerslev, ca. tre kilometer nord for Højer.

## Eksterne kilder og henvisninger
- Emmerlev Kirke Arkiveret 19. september 2015 hos  Wayback Machine hos KortTilKirken.dk
- Emmerlev Kirke Arkiveret 31. august 2014 hos  Wayback Machine i bogværket Danmarks Kirker (udg. af Nationalmuseet)

- Wikimedia Commons har flere filer relateret til Emmerlev Kirke